# TMEM97
TMEM97 (англ. Transmembrane protein 97) – білок, який кодується однойменним геном, розташованим у людей на короткому плечі 17-ї хромосоми. Довжина поліпептидного ланцюга білка становить 176 амінокислот, а молекулярна маса — 20 848.
| 10         |  | 20         |  | 30         |  | 40         |  | 50         |
| ---------- |  | ---------- |  | ---------- |  | ---------- |  | ---------- |
| MGAPATRRCV |  | EWLLGLYFLS |  | HIPITLFMDL |  | QAVLPRELYP |  | VEFRNLLKWY |
| AKEFKDPLLQ |  | EPPAWFKSFL |  | FCELVFQLPF |  | FPIATYAFLK |  | GSCKWIRTPA |
| IIYSVHTMTT |  | LIPILSTFLF |  | EDFSKASGFK |  | GQRPETLHER |  | LTLVSVYAPY |
| LLIPFILLIF |  | MLRSPYYKYE |  | EKRKKK     |  |            |  |            |

A: Аланін

C: Цистеїн

D: Аспарагінова кислота

E: Глутамінова кислота

F: Фенілаланін

G: Гліцин

H: Гістидин

I: Ізолейцин

K: Лізин

L: Лейцин

M: Метіонін

N: Аспарагін

P: Пролін

Q: Глутамін

R: Аргінін

S: Серин

T: Треонін

V: Валін

W: Триптофан

Локалізований у клітинній мембрані, ядрі, мембрані, ендоплазматичному ретикулумі, лізосомі.